# Podbrodziany 1
Podbrodziany 1, Podbrodziany I (biał. Падбрадзяны 1, Padbradziany 1; ros. Подбродяны 1, Podbrodiany 1) – wieś na Białorusi, w obwodzie brzeskim, w rejonie kamienieckim, w sielsowiecie Peliszcze.

## Historia
W XIX i w początkach XX w. położone były w Rosji, w guberni grodzieńskiej, w powiecie brzeskim, w gminie Kamieniec Litewski.
W dwudziestoleciu międzywojennym leżały w Polsce, w województwie poleskim, w powiecie brzeskim, w gminie Kamieniec Litewski. W 1921 miejscowość liczyła 227 mieszkańców, zamieszkałych w 41 budynkach, w tym 218 Białorusinów, 5 Żydów i 4 Rusinów. 222 mieszkańców było wyznania prawosławnego i 5 mojżeszowego. W II Rzeczypospolitej miejscowość została podzielona na Podbrodziany I i Podbrodziany II.
Po II wojnie światowej w granicach Związku Sowieckiego. Od 1991 w niepodległej Białorusi.